# Sudapet
 (août 2013).
Si vous disposez d'ouvrages ou d'articles de référence ou si vous connaissez des sites web de qualité traitant du thème abordé ici, merci de compléter l'article en donnant les références utiles à sa vérifiabilité et en les liant à la section « Notes et références ».
Sudapet est la compagnie pétrolière nationale du Soudan. Sa principale activité est la gestion des concessions pétrolières accordées aux compagnies étrangères.